# Atlétika az 1960. évi nyári olimpiai játékokon
Az 1960. évi nyári olimpiai játékokon az atlétika műsorán harmincnégy versenyszám szerepelt, 1928 után újra megrendezték a női 800 méteres síkfutást.

## Éremtáblázat
A táblázatban a rendező ország csapata és a magyar csapat eltérő háttérszínnel, az egyes számoszlopok legmagasabb értéke, vagy értékei vastagítással kiemelve.
| Az 1960. évi nyári olimpiai játékok éremtáblázata atlétikában | Az 1960. évi nyári olimpiai játékok éremtáblázata atlétikában | Az 1960. évi nyári olimpiai játékok éremtáblázata atlétikában | Az 1960. évi nyári olimpiai játékok éremtáblázata atlétikában | Az 1960. évi nyári olimpiai játékok éremtáblázata atlétikában | Olimpia  |
| ------------------------------------------------------------- | ------------------------------------------------------------- | ------------------------------------------------------------- | ------------------------------------------------------------- | ------------------------------------------------------------- | -------- |
|                                                               | Ország                                                        | Arany                                                         | Ezüst                                                         | Bronz                                                         | Összesen |
| 1.                                                            | Egyesült Államok (USA)                                        | 12                                                            | 8                                                             | 6                                                             | 26       |
| 2.                                                            | Szovjetunió (URS)                                             | 11                                                            | 5                                                             | 5                                                             | 21       |
| 3.                                                            | Egyesült Német Csapat (EUA)                                   | 2                                                             | 8                                                             | 3                                                             | 13       |
| 4.                                                            | Lengyelország (POL)                                           | 2                                                             | 2                                                             | 3                                                             | 7        |
| 5.                                                            | Új-Zéland (NZL)                                               | 2                                                             | 0                                                             | 1                                                             | 3        |
| 6.                                                            | Nagy-Britannia (GBR)                                          | 1                                                             | 3                                                             | 4                                                             | 8        |
| 7.                                                            | Ausztrália (AUS)                                              | 1                                                             | 2                                                             | 1                                                             | 4        |
| 8.                                                            | Olaszország (ITA)                                             | 1                                                             | 0                                                             | 2                                                             | 3        |
| 9.                                                            | Románia (ROU)                                                 | 1                                                             | 0                                                             | 1                                                             | 2        |
| 10.                                                           | Etiópia (ETH)                                                 | 1                                                             | 0                                                             | 0                                                             | 1        |
|                                                               |                                                               |                                                               |                                                               |                                                               |          |
| 11.                                                           | Magyarország (HUN)                                            | 0                                                             | 1                                                             | 2                                                             | 3        |
| 12.                                                           | Franciaország (FRA)                                           | 0                                                             | 1                                                             | 1                                                             | 2        |
| 13.                                                           | Belgium (BEL)                                                 | 0                                                             | 1                                                             | 0                                                             | 1        |
| 13.                                                           | Csehszlovákia (TCH)                                           | 0                                                             | 1                                                             | 0                                                             | 1        |
| 13.                                                           | Marokkó (MAR)                                                 | 0                                                             | 1                                                             | 0                                                             | 1        |
| 13.                                                           | Svédország (SWE)                                              | 0                                                             | 1                                                             | 0                                                             | 1        |
| 13.                                                           | Kínai Köztársaság (ROC)                                       | 0                                                             | 1                                                             | 0                                                             | 1        |
|                                                               |                                                               |                                                               |                                                               |                                                               |          |
| 18.                                                           | Brit Nyugat-India (BWI)                                       | 0                                                             | 0                                                             | 2                                                             | 2        |
| 19.                                                           | Dél-afrikai Unió (RSA)                                        | 0                                                             | 0                                                             | 1                                                             | 1        |
| 19.                                                           | Finnország (FIN)                                              | 0                                                             | 0                                                             | 1                                                             | 1        |
|                                                               |                                                               |                                                               |                                                               |                                                               |          |
| Összesen                                                      | Összesen                                                      | 34                                                            | 35                                                            | 33                                                            | 102      |

## Érmesek

### Férfi számok
| Az 1960. évi nyári olimpiai játékok érmesei férfi atlétikában |                                                                                              |            | |           |                                                                                           |           |
| Versenyszám                                                   | Arany                                                                                        | Arany      | Ezüst                                                                                               | Ezüst     | Bronz                                                                                     | Bronz     |
| 100 m                                                         | Armin Hary · Egyesült Német Csapat (EUA)                                                     | 10,2       | David Sime · Egyesült Államok (USA)                                                                 | 10,2      | Peter Radford · Nagy-Britannia (GBR)                                                      | 10,3      |
| 200 m                                                         | Livio Berruti · Olaszország (ITA)                                                            | 20,5 VCS   | Lester Carney · Egyesült Államok (USA)                                                              | 20,6      | Abdoulaye Seye · Franciaország (FRA)                                                      | 20,7      |
| 400 m                                                         | Otis Davis · Egyesült Államok (USA)                                                          | 44,9 VCS   | Carl Kaufmann · Egyesült Német Csapat (EUA)                                                         | 44,9      | Malcolm Spence · Dél-afrikai Unió (RSA)                                                   | 45,5      |
| 800 m                                                         | Peter Snell · Új-Zéland (NZL)                                                                | 1:46,3     | Roger Moens · Belgium (BEL)                                                                         | 1:46,5    | George Kerr · Brit Nyugat-India (BWI)                                                     | 1:47,1    |
| 1500 m síkfutás                                               | Herb Elliott · Ausztrália (AUS)                                                              | 3:35,6 WR  | Michel Jazy · Franciaország (FRA)                                                                   | 3:38,4    | Rózsavölgyi István · Magyarország (HUN)                                                   | 3:39,2    |
| 4 × 100 m                                                     | Egyesült Német Csapat (EUA) · Bernd Cullmann · Armin Hary · Walter Mahlendorf · Martin Lauer | 39,5       | Szovjetunió (URS) · Guszman Koszanov · Leonyid Bartenyev · Jurij Konovalov · Edvīns Ozoliņš         | 40,1      | Nagy-Britannia (GBR) · Peter Radford · David Jones · David Segal · Nick Whitehead         | 40,2      |
| 4 × 400 m                                                     | Egyesült Államok (USA) · Jack Yerman · Earl Young · Glenn Davis · Otis Davis                 | 3:02,2 VCS | Egyesült Német Csapat (EUA) · Hans-Joachim Reske · Manfred Kinder · Johannes Kaiser · Carl Kaufmann | 3:02,7    | Brit Nyugat-India (BWI) · Malcolm Spence · James Wedderburn · Keith Gardner · George Kerr | 3:04,0    |
| 5000 m                                                        | Murray Halberg · Új-Zéland (NZL)                                                             | 13:43,4    | Hans Grodotzki · Egyesült Német Csapat (EUA)                                                        | 13:44,6   | Kazimierz Zimny · Lengyelország (POL)                                                     | 13:44,8   |
| 10 000 m síkfutás                                             | Pjotr Bolotnyikov · Szovjetunió (URS)                                                        | 28:32,2 OR | Hans Grodotzki · Egyesült Német Csapat (EUA)                                                        | 28:37,0   | David Power · Ausztrália (AUS)                                                            | 28:38,2   |
| 110 m gát                                                     | Lee Calhoun · Egyesült Államok (USA)                                                         | 13,8       | Willie May · Egyesült Államok (USA)                                                                 | 13,8      | Hayes Jones · Egyesült Államok (USA)                                                      | 14,0      |
| 400 m gát                                                     | Glenn Davis · Egyesült Államok (USA)                                                         | 49,3       | Clifton Cushman · Egyesült Államok (USA)                                                            | 49,6      | Richard Howard · Egyesült Államok (USA)                                                   | 49,7      |
| 3000 m akadály                                                | Zdzisław Krzyszkowiak · Lengyelország (POL)                                                  | 8:34,2     | Nyikolaj Szokolov · Szovjetunió (URS)                                                               | 8:36,4    | Szemjon Rzsiscsin · Szovjetunió (URS)                                                     | 8:42,2    |
| 20 kilométeres gyaloglás                                      | Vlagyimir Golubnyicsij · Szovjetunió (URS)                                                   | 1:34:07,2  | Noel Freeman · Ausztrália (AUS)                                                                     | 1:34:16,4 | Stan Vickers · Nagy-Britannia (GBR)                                                       | 1:34:56,4 |
| 50 kilométeres gyaloglás                                      | Don Thompson · Nagy-Britannia (GBR)                                                          | 4:25:30,0  | John Ljunggren · Svédország (SWE)                                                                   | 4:25:47,0 | Abdon Pamich · Olaszország (ITA)                                                          | 4:27:55,4 |
| Maraton                                                       | Abebe Bikila · Etiópia (ETH)                                                                 | 2:15:16,2  | Rhadi Ben Abdesselam · Marokkó (MAR)                                                                | 2:15:41,6 | Barry Magee · Új-Zéland (NZL)                                                             | 2:17:18,2 |
| Magasugrás                                                    | Robert Savlakadze · Szovjetunió (URS)                                                        | 2,16 m     | Valerij Brumel · Szovjetunió (URS)                                                                  | 2,16 m    | John Thomas · Egyesült Államok (USA)                                                      | 2,14 m    |
| Rúdugrás                                                      | Don Bragg · Egyesült Államok (USA)                                                           | 4,70 m     | Ron Morris · Egyesült Államok (USA)                                                                 | 4,60 m    | Eeles Landström · Finnország (FIN)                                                        | 4,55 m    |
| Távolugrás                                                    | Ralph Boston · Egyesült Államok (USA)                                                        | 8,12 m     | Irvin Roberson · Egyesült Államok (USA)                                                             | 8,11 m    | Igor Tyer-Oveneszjan · Szovjetunió (URS)                                                  | 8,04 m    |
| Hármasugrás                                                   | Józef Szmidt · Lengyelország (POL)                                                           | 16,81 m    | Vlagyimir Gorjaev · Szovjetunió (URS)                                                               | 16,63 m   | Vitold Krejer · Szovjetunió (URS)                                                         | 16,43 m   |
| Súlylökés                                                     | Bill Nieder · Egyesült Államok (USA)                                                         | 19,68 m    | Parry O'Brien · Egyesült Államok (USA)                                                              | 19,11 m   | Dallas Long · Egyesült Államok (USA)                                                      | 19,01 m   |
| Diszkoszvetés                                                 | Alfred Oerter · Egyesült Államok (USA)                                                       | 59,18 m    | Rink Babka · Egyesült Államok (USA)                                                                 | 58,02 m   | Dick Cochran · Egyesült Államok (USA)                                                     | 57,16 m   |
| Kalapácsvetés                                                 | Vaszilij Rugyenkov · Szovjetunió (URS)                                                       | 67,10 m    | Zsivótzky Gyula · Magyarország (HUN)                                                                | 65,79 m   | Tadeusz Rut · Lengyelország (POL)                                                         | 65,64 m   |
| Gerelyhajítás                                                 | Viktor Cibulenko · Szovjetunió (URS)                                                         | 84,64 m    | Walter Krüger · Egyesült Német Csapat (EUA)                                                         | 79,36 m   | Kulcsár Gergely · Magyarország (HUN)                                                      | 78,57 m   |
| Tízpróba                                                      | Rafer Johnson · Egyesült Államok (USA)                                                       | 8392       | Jang Csuan-kuang (Yang Chuan-kwang) · Kínai Köztársaság (ROC)                                       | 8334      | Vaszilij Kuznyecov · Szovjetunió (URS)                                                    | 7809      |

### Női számok
| Az 1960. évi nyári olimpiai játékok érmesei női atlétikában |                                                                                           |            |                                                                                               |         | |         |
| Versenyszám                                                 | Arany                                                                                     | Arany      | Ezüst                                                                                         | Ezüst   | Bronz                                                                                              | Bronz   |
| 100 m                                                       | Wilma Rudolph · Egyesült Államok (USA)                                                    | 11,0       | Dorothy Hyman · Nagy-Britannia (GBR)                                                          | 11,3    | Giuseppina Leone · Olaszország (ITA)                                                               | 11,3    |
| 200 m                                                       | Wilma Rudolph · Egyesült Államok (USA)                                                    | 24,0       | Jutta Heine · Egyesült Német Csapat (EUA)                                                     | 24,4    | Dorothy Hyman · Nagy-Britannia (GBR)                                                               | 24,7    |
| 800 m                                                       | Ljudmilla Sevcova-Liszenko · Szovjetunió (URS)                                            | 2:04,3 VCS | Brenda Jones · Ausztrália (AUS)                                                               | 2:04,4  | Ursula Donath · Egyesült Német Csapat (EUA)                                                        | 2:05,6  |
| 4×100 m                                                     | Egyesült Államok (USA) · Martha Hudson · Lucinda Williams · Barbara Jones · Wilma Rudolph | 44,5       | Egyesült Német Csapat (EUA) · Martha Langbein · Anni Biechl · Brunhilde Hendrix · Jutta Heine | 44,8    | Lengyelország (POL) · Teresa Wieczorek · Barbara Janiszewska · Celina Jesionowska · Halina Richter | 45,0    |
| 80 m gátfutás                                               | Irina Pressz · Szovjetunió (URS)                                                          | 10,8       | Caroline Quinton · Nagy-Britannia (GBR)                                                       | 10,9    | Gisela Birkemeyer-Köhler · Egyesült Német Csapat (EUA)                                             | 11,0    |
| Magasugrás                                                  | Balázs Jolán · Románia (ROU)                                                              | 1,85 m VCS | Jarosława Jóźwiakowska · Lengyelország (POL)Dorothy Shirley · Nagy-Britannia (GBR)            | 1,71 m  | Nem adták ki                                                                                       |         |
| Távolugrás                                                  | Vera Krepkina · Szovjetunió (URS)                                                         | 6,37 m OR  | Elżbieta Krzesińska · Lengyelország (POL)                                                     | 6,27 m  | Hildrun Claus · Egyesült Német Csapat (EUA)                                                        | 6,21 m  |
| Súlylökés                                                   | Tamara Pressz · Szovjetunió (URS)                                                         | 17,32 m    | Johanna Lüttge · Egyesült Német Csapat (EUA)                                                  | 16,61 m | Earlene Brown · Egyesült Államok (USA)                                                             | 16,42 m |
| Diszkoszvetés                                               | Nyina Ponomarjova · Szovjetunió (URS)                                                     | 55,10 m OR | Tamara Pressz · Szovjetunió (URS)                                                             | 52,59 m | Lia Manilou · Románia (ROU)                                                                        | 52,36 m |
| Gerelyhajítás                                               | Elvīra Ozoliņa · Szovjetunió (URS)                                                        | 55,98 m    | Dana Zátopková · Csehszlovákia (TCH)                                                          | 53,78 m | Birutė Kalėdienė · Szovjetunió (URS)                                                               | 53,45 m |